# منكسفة ملساء الثمار
منكسفة ملساء الثمار (الاسم العلمي:Eclipta leiocarpa) هي نوع من النباتات تتبع جنس المنكسفة من الفصيلة النجمية.